# Campeonato Brasileiro de Voleibol Masculino de 1984
O Campeonato Brasileiro de Voleibol de Clubes de 1984, foi a sétima edição da competição na variante masculina com esta nomenclatura, cujo torneio realizado entre 1984 a 29 de janeiro de 1985 por equipes representando seis estados.

## Participantes
Fonte, Campinas/SP

 Bradesco, Rio de Janeiro/RJ

 Paulistano, São Paulo/SP

 Transbrás, Brasília/DF

 Sul Brasileiro, Porto Alegre/RS

 Minas, Belo Horizonte/MG

 Pirelli, São Paulo/SP

 GNU, Porto Alegre/RS

## Semifinais

### Primeira partida
| 9 de janeiro de 1985 | Clube Fonte/Coca-Cola | 3 — 1                   | Fiat/Minas | Ginásio do Taquaral, Campinas Público: 4 000 |
| 9 de janeiro de 1985 | 15 5 15 16            | Set 1 Set 2 Set 3 Set 4 | 9 15 11 14 | Ginásio do Taquaral, Campinas Público: 4 000 |

| 9 de janeiro de 1985 | Bradesco/Atlântica | 1 — 3                   | Pirelli | Ginásio do Tijuca Tênis Clube, Rio de Janeiro |
| 9 de janeiro de 1985 | 15 12 9 10         | Set 1 Set 2 Set 3 Set 4 | 7 15    | Ginásio do Tijuca Tênis Clube, Rio de Janeiro |

### Segunda partida
| 12 de janeiro de 1985 | Pirelli  | 0 — 3             | Bradesco/Atlântica | Ginásio do Ibirapuera, São Paulo Público: 6 000 |
| 12 de janeiro de 1985 | 16 10 11 | Set 1 Set 2 Set 3 | 18 15              | Ginásio do Ibirapuera, São Paulo Público: 6 000 |

| 12 de janeiro de 1985 | Fiat/Minas | 3 — 1                   | Clube Fonte/Coca-Cola | Ginásio do Mineirinho, Belo Horizonte |
| 12 de janeiro de 1985 | 15 14 15   | Set 1 Set 2 Set 3 Set 4 | 1 10 16 10            | Ginásio do Mineirinho, Belo Horizonte |

## Final

### Primeira partida
| 16 de janeiro de 1985 | Fiat/Minas | 3 — 2                   | Bradesco/Atlântica | Ginásio do Mineirinho, Belo Horizonte |
| 16 de janeiro de 1985 | 13 15      | Set 1 Set 2 Set 3 Set 4 | 15 11 4 11         | Ginásio do Mineirinho, Belo Horizonte |

### Segunda partida
| 20 de janeiro de 1985 | Bradesco/Atlântica | 3 — 0             | Fiat/Minas | Ginásio do Maracanãzinho, Rio de Janeiro |
| 20 de janeiro de 1985 | 15                 | Set 1 Set 2 Set 3 | 9 8 4      | Ginásio do Maracanãzinho, Rio de Janeiro |

### Terceira partida
| 29 de janeiro de 1985 | Bradesco/Atlântica | 2 - 3                         | Fiat/Minas | Ginásio do Maracanãzinho, Rio de Janeiro |
| 29 de janeiro de 1985 | 15 9 6 9           | Set 1 Set 2 Set 3 Set 4 Set 5 | 11 13 15   | Ginásio do Maracanãzinho, Rio de Janeiro |